# Robert Planque
Robert Planque   (1r districte de París, 4 de gener de 1880 - 14è districte de París, 12 de febrer de 1947) va ser un jugador de cúrling francès, que va competir a començaments del segle xx.
El 1924 va prendre part en els Jocs Olímpics de Chamonix, on guanyà la medalla de bronze en la competició de cúrling formant equip amb Henri Cournollet, Georges André, Armand Bénédic, Pierre Canivet i Henri Aldebert.